# Ватромет
Ватромет се дефинише као слабо експлозивна пиротехничка направа која се примарно користи за естетске и забавне намене.
Тихи ватромет постаје популаран јер пружа сву лепоту без додатих експлозивних звукова који имитирају артиљерију и рат, који трауматизују кућне љубимце, дивље животиње и многе људе. Италијански град Колекио прешао је на тихи ватромет 2015. године, путем формалног захтева за промену.

## Историја
Најранији ватромет потекао је из Кине за време династије Сонг (960–1279). Ватромет је коришћен у контексту многих свечаности. Уметност и наука ватромета развили су се у независну професију. У Кини су пиротехничари били поштовани због познавања сложених техника постављања ватромета.
Током династије Хан (202. п. н. е - 220. године), људи су бацали стабљике бамбуса у ватру како би произвели експлозију са гласним звуком. Касније се барут пакован у мале контејнере користио за опонашање звукова паљења бамбуса. Експлодирајуће стабљике бамбуса и барутне петарде биле су познате као баоџу (爆竹) или баоган (爆 竿). Током династије Сонг људи су производили прве петарде које су се састојале од цеви направљених од ваљаних листова папира који садрже барут и фитиљ. Они су ове петарде такође низали у велике кластере, познате као бјен (дословно „бич”) или бјенпао („топовски бич”), тако да су петарде могле да се стартују једна по једна у блиском низу. До 12. века, израз баоџанг (爆 仗) се специфично користио за барутне петарде.
Током династије Сонг, многи обични људи могли су да купе разне врсте ватромета од пијачних продаваца. Познато је да су се одржавали и велики прикази ватромета. Године 1110. одржан је велики ватромет у борилачким демонстрацијама како би се забавио цар Хуејцунг од Сонга (в. 1100–1125) и његов двор. У запису из 1264. године наводи се да је ватромет са ракетним погоном експлодирао у близини царове мајке Гонг Шенг и уплашио је током гозбе коју је у њену част приредио њен син цар Лицунг од Сонга (в. 1224–1264). Ракетни погон био је уобичајен у ратовању, о чему сведоче Хуолунгђинг који су саставили Љу Бовен (1311–1375) и Ђао Ју (око 1350–1412). Арапи су 1240. године стекли знање о баруту и његовој употреби из Кине. Сиријац по имену Хасан ал-Рамах писао је о ракетама, ватромету и другим запаљивим стварима, користећи изразе који сугеришу да је своје знање црпио из кинеских извора, као што је његово спомињање ватромета као „кинеског цвећа”.
Обојени ватромети су изведени и развијено из раније (вероватно династије Хан или убрзо након тога) кинеске примене хемијских супстанци за стварање обојеног дима и ватре. Таква примена се појављује у Хуолонгђингу (14. век) и Вубејџију (предговор из 1621, штампан 1628), који описује рецепте, од којих је неколико користило барут са ниским садржајем нитрата, за стварање војних сигналних димова различитих боја. У Вубеј Хуолонгђингу (武 備 火龍 經; Минг, комплетираном након 1628), појављују се две формуле за сигнале сличне ватромету, санџангђу (三丈 菊) и бајџангљен (百丈 蓮), које производе сребрне искрице у диму. У Хуосилуеу (火 戲 略; 1753) Џао Сјуемина (趙學敏) постоји неколико рецепата са барутом са ниским садржајем нитрата и другим хемијским супстанцама за затамњивање пламена и дима. Ово укључује, на пример, арсен сулфид за жуту боју, бакар ацетат (вердигрис) за зелену, оловни карбонат за јоргованско-белу, и живин хлорид (каломел) за белу боју. Кинеску пиротехнику описао је француски аутор Антван Кајо (1818): „Сигурно је да је кинеска разноликост боја пламена једна од највећих мистерија њиховог ватромета.” Слично томе, енглески географ сер Џон Баров (око 1797) написао је „Разноликост боја са којом Кинези заиста имају тајну прикривања ватре изгледа да је главна заслуга њихове пиротехнике.”
Ватромет је у Европи произведен до 14. века, а постао је популаран до 17. века. Лев Измаилов, амбасадор Петра Великог, једном је известио из Кине: „Они праве такав ватромет какав нико у Европи никада није видео.“ Године 1758, језуитски мисионар Пјер Никола ле Шерон д'Инкарвил, док је живео у Пекингу, писао је о методама и саставу многих врсте кинеских ватромета за Париску академију наука, која је открила и објавила тај извештај пет година касније. Амеде-Франсоа Фрезје је објавио своје ревидирано дело Traité des feux d'artice pour le spectacle (Трактат о ватромету) 1747. године (првобитно 1706), које покрива рекреативну и церемонијалну употребу ватромета, а не њихову војну употребу. Музику за краљевски ватромет компоновао је Георг Фридрих Хендл 1749. године у част прославе Ахенског мировног споразума, који је проглашен претходне године.

## Безбедност
Неправилно руковање ватрометом може бити опасно како за самог руковаоца, тако и за посматраче. Такође, ако ватромет падне на запаљиви материјал, он може изазвати пожар. Због тога је коришћење ватромета генерално ограничено.
Коришћење великих ватромета је законом дозвољено само професионалцима, док је осталима дозвољено коришћење мањих ватромета из категорије конзумне пиротехнике.

## Такмичења
У свету се одржава више такмичења ватромета. Најпознатији међу њима су:
- Фестивал ватромета у Монтреалу, Канада
- фестивал пиротехничке уметности који се одржава на Азурној обали у Француској
- Светска Пиро Олимпијада која се одржава у Манили, на Филипинима.

## Хемијски састав
Главни састојак који даје боју ватромету је пиротехничка звезда. Она се састоји из 5 главних компоненти:
- гориво, које јој омогућава да гори
- оксидант, који омогућује кисеоник потребан за горење
- хемикалије које производе боју
- везивно средство
- давалац хлора који појачава боју пламена